# ولاية المسيلة
ولاية المسيلة انبثقت عن التقسيم الإداري لعام 1974 والذي بموجبه أصبح في الجزائر 31 ولاية بعد أن كانت هناك 15 ولاية، كانت قبل هذا التاريخ تابعة لولاية سطيف شأنها شأن ولاية بجاية وولاية برج بوعريريج أما بوسعادة وسيدي عيسى وعين الحجل فكانتا تابعتين للتيطري (المدية) التي أصبحت بدورها ولاية سنة 1984.
ولاية مسيلة هي نقطة وصل بين الشرق والغرب والشمال والجنوب. يحدها من الشمال كل من ولايتي برج بوعريريج والبويرة ومن الشمال الشرقي ولاية سطيف ومن الشمال الغربي ولاية المدية أما من الشرق ولاية باتنة من الغرب والجنوب الغربي ولاية الجلفة من الجنوب الشرقي ولاية بسكرة
مناخها قاري وهي مركز وسط بين التل والصحراء. ومعظم الولاية مستوية يبلغ ارتفاعها من 200 ال 300 م فوق سطح البحر. تلقب بعاصمة الحضنة التي كانت عبارة عن مملكة بربرية مستقلة في عهد الرومان ولقبت بهذا الاسم لاحتضانها بين سلسلتي الأطلس التلي والأطلس الصحراوي.

## السكان

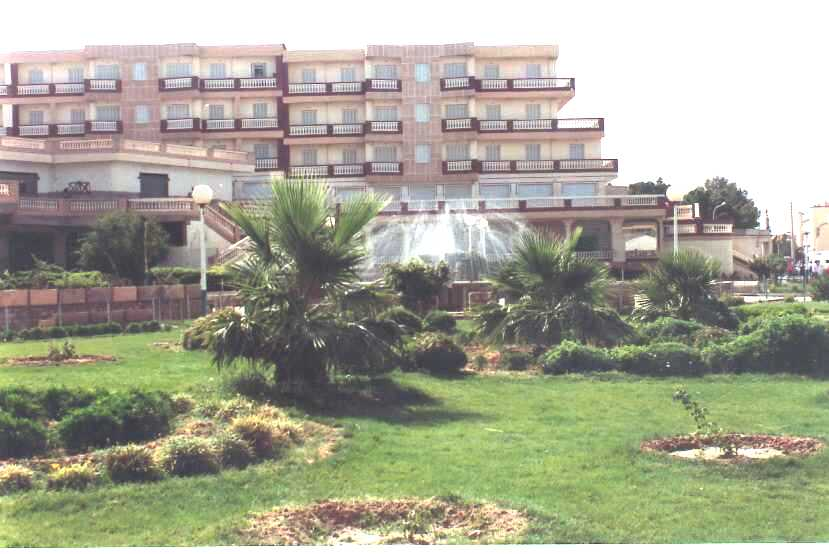

| ذكور   | فئة عمرية     | إناث   |
| ------ | ------------- | ------ |
| 1٬852  | 85 سنة وأكثر  | 1٬462  |
| 2٬648  | 80 إلى 84 سنة | 1٬966  |
| 4٬687  | 75 إلى 79 سنة | 3٬881  |
| 6٬279  | 70 إلى 74 سنة | 5٬451  |
| 7٬301  | 65 إلى 69 سنة | 6٬866  |
| 7٬779  | 60 إلى 64 سنة | 7٬358  |
| 12٬716 | 55 إلى 59 سنة | 11٬958 |
| 16٬774 | 50 إلى 54سنة  | 16٬463 |
| 21٬352 | 45 إلى 49 سنة | 21٬045 |
| 23٬504 | 40 إلى 44 سنة | 23٬358 |
| 29٬463 | 35 إلى 39 سنة | 28٬798 |
| 37٬614 | 30 إلى 34 سنة | 36٬628 |
| 49٬919 | 25 إلى 29 سنة | 48٬674 |
| 58٬986 | 20 إلى 24 سنة | 58٬195 |
| 61٬004 | 15 إلى 19 سنة | 58٬547 |
| 55٬151 | 10 إلى 14 سنة | 53٬279 |
| 49٬175 | 5 إلى 9 سنوات | 46٬926 |
| 58٬420 | 0 إلى 4 سنوات | 54٬954 |
| 61     | غير معروف     | 98     |

## دوائر وبلديات المسيلة
- دائرة المسيلة: المسيلة
- دائرة بوسعادة: بوسعادة، الهامل وأولتام
- دائرة أولاد دراج: أولاد دراج، أولاد عدي القبالة، المطارفة، المعاضيد وصوامع
- دائرة الخبانة: الخبانة، مسيف والحوامد
- دائرة الشلال: الشلال، أولاد ماضي، خطوطي سد الجير والمعاريف
- دائرة بن سرور: بن سرور، أولاد سليمان، الزرزور ومحمد بوضياف
- دائرة عين الملح: عين الملح، بير فضة، عين فارس، تامور سيدي محمد وعين الريش
- دائرة امجدل: مجدل وأولاد عطية
- دائرة جبل مسعد: جبل مسعد وسليم
- دائرة مقرة: مقرة، برهوم، عين خضرة، بلعايبة والدهاهنة
- دائرة سيدي عيسى: سيدي عيسى، بوطي السايح وبني يلمان
- دائرة عين الحجل: عين الحجل وسيدي هجرس
- دائرة حمام الضلعة: حمام الضلعة، تارمونت، أولاد منصور وونوغة
- دائرة سيدي عامر: سيدي عامر وتامسة
- دائرة أولاد سيدي إبراهيم: أولاد سيدي إبراهيم وبنزوه

## التعليم الجامعي
تضم هذه الولاية العديد من الجامعات ومؤسسات التعليم الجامعي، منها:
- جامعة محمد بوضياف [4][5]
- المدرسة العليا للأساتذة ببوسعادة

## الزوايا
- «الزاوية القاسمية» (الهامل).
- «زاوية سي لعموري» (سيدي عيسى).
- زاوية سي المسعود (بلعروق الزاوية -سيدي عامر)

## السياحة
1. مدينة بوسعادة السياحية تحتوي على معالم سياحية رومانية مثل شلالات فيريرو وبها قبر الرسام العالمي إتيان ديني ووادي بوسعادة الرائع وواحة النخيل الغناء إضافة إلى مطار بوسعادة.
2. قلعة بني حماد التي تبعد عن مقر الولاية المسيلة بـ 28 كلم وبالضبط ببلدية المعاضيد، حيث تأسست عام 1007م ومؤسسها حماد بن بلكين الصنهاجي فكانت العاصمة الأولى للدولة الحمادية التي أقيمت على سفوح سلسلة جبال الحضنة وهي تقع ببلدية المعاضيد 24 كلم شمال شرق الولاية وهي مصنفة من طرف منظمة اليونيسكو كما وجد في المسيلة نحوت قديمة تعود إلى العصر الحجري.

مدينة بشيلقة الأثرية والتي لا تبعد عن مدينة المسيلة سوى ثلاثة كيلو متر، تعتبر منطقة أثرية بامتياز وهي محل دراسة وبحث من طرف الوزارة الوصية.
1. قصبة بني يلمان التي تعود إلى المؤسس الأول يلمان بن محمد الإدريسي الحسني، وقد بناها يلمان في القرن الرابع الهجري، وهي تقدم قصبة الجزائر العاصمة بأكثر من أربعين سنة
2. مدينة كهوف سي موسى ببني يلمان وهي مدينة رومانية عمرها أكثر 3 700 سنة وزهي مبنية علة قمة جبل كالقصبة تماما غير أن القصبة تعتبر عمارة إسلامية وهذه مدينة رومانية
3. أم الأصنا ببني يلمان وهي مدينة رومانية وقديمة جدا
4. زاوية الهامل مركز اشعاع فكري وحضاري تبعد عن الولاية بحوالي 80 كلم جنوبا
5. المدينة الأثرية الرومانية (آراس) تقع ببلدية تارمونت حاليا مؤهلة لتكون منطقة سياحية لما تحتويه من آثار رومانية. أُجريت عليه حفريات خلال فترتين. الأولى سنة 1934 والثانية سنة 1936 من قبل المهندس الفرنسي - ماصيرا وقد قام بعد هذه الحفريات بتقرير متكامل عن هذه الأبحاث لمعالم هذه المدينة الأثرية يوجد التقرير لدى الجمعية الثقافية للآثار الرومانية لبلدية تارمونت
6. سد القصب الواقع شمال العاصمة المسيلة والذي يعد أقدم وأكبر السدود التي خلفها الاستعمار الفرنسي في الجزائر والذي يحتوي أنواع كثيرة من السمك ويعد المنبع الأساسي والأول الذي يعتمد عليه في سقي الأراضي مبتدأ من حي بوخميسة وأولاد سلامة شمالا إلا حي مزرير وسد الغابة جنوبا.
7. غابة جبل أمساعد حوالي 90 كم جنوبا عن مقر الولاية.

## الفلاحة
تعتبر الولاية فلاحية بالدرجة الأولى ويعتبر إقليم المعذر ببوسعادة 60 كلم عن مقر الولاية وبلدية المعاريف 45 كلم عن مقر الولاية من أكبر المناطق الفلاحية بولاية المسيلة والقطر الجزائري ككل حيث انه شهد دعما كبيرا أيام الثورة الزراعية وتحت رعاية سامية من الرئيس الراحل بومدين ومن أهم محاصيل هدا الإقليم الجزر واللفت والبطاطا والخس والقرنبيط ومن الفواكه المشمش والرمان والعنب والخوخ والتفاح كتجربة جديدة بالإضافة إلى أنواع أخرى.
ويعتبر القمح والشعير من أهم محاصيل ولاية المسيلة الزراعية بالإضافة إلى اصناف كثيرة من الفواكه كالمشمش بمنطقة مسيف والرمان بمنطقة تارمونت، وكذا تمتاز بمناطقها الرعوية حيث تشتهر بتربيتها للأغنام كما تشتهر بلدية مسيف الغنية بالمنتوجات الزراعية المتنوعة والتي تعتبر الرائدة في هذا الميدان حيث توجد بها أكبر مزرعة لشركة كوسيدار التي تتخصص في إنتاج القطن الخضر والفواكه وتبعد عن مقر الولاية بنحو 97 كلم.

## نواب ولاية المسيلة في المجلس الشعبي الوطني
يبلغ عدد النواب في المجلس الشعبي الوطني عن ولاية المسيلة 12 نواب خلال الدورة التشريعية 2017م-2022م التي انطلقت بعد 4 ماي 2017م.
التوزع الجنسي لنواب البرلمان عن ولايةالمسيلة (2017م-2022م)
يتوزع نواب البرلمان عن ولاية المسيلة في الدورة التشريعية 2017م-2022م وفق الجنس حسب النسب التالية:
1. النواب النساء: 3 (25.00 %).
2. النواب الرجال: 9 (75.00 %).

### التوزيع الحزبي
الانتماء الحزبي لنواب البرلمان عن ولاية المسيلة (2017م-2022م)
يتوزع نواب البرلمان عن ولاية المسيلة في الدورة التشريعية 2017م-2022م حسب عدة قوائم حزبية:
1. حركة مجتمع السلم: 2 نواب (16.67 %).
2. التجمع الوطني الديمقراطي: 4 نواب (33.33 %).
3. جبهة التحرير الوطني: 4 نواب (33.33 %)
4. الاتحاد للتجمع الوطني: 1 نائب (8.33 %).
5. الأحرار: 1 نائب (8.33 %).

## شخصيات
- ابن رشيق القيرواني
- محمد بن أبي القاسم الهاملي
- زينب القاسمي
- محمد بوضياف
- شوقي مصطفاي
- محمد الأخضر حمينة
- عبد الرزاق مقري
- إسماعيل ميمون
- عبد المجيد علاهم
- إسماعيل مكي
- إبراهيم الشنيحي
- بلال واعلى
- مصطفى زغبة
- سليم تباني
- محمد الصالح يحياوي

1. ↑  Site officiel de la Wilaya de M'sila, et M'SILA à La carte نسخة محفوظة 25 أكتوبر 2016 على موقع واي باك مشين.
2. ↑  بطاقة تعريفية عن الولاية- موقع وزارة الداخلية الجزائرية. [وصلة مكسورة] نسخة محفوظة 06 مارس 2016 على موقع واي باك مشين.
3. ↑  السكان المقيمين في الولاية حسب السن والجنس. نسخة محفوظة 21 أكتوبر 2016 على موقع واي باك مشين.
4. ↑  الموقع الرسمي لجامعة محمد بوضياف - المسيلة. نسخة محفوظة 12 سبتمبر 2017 على موقع واي باك مشين.
5. ↑  "الموقع الرسمي لكلية العلوم الاقتصادية والتجارية وعلوم التسيير". مؤرشف من الأصل في 2023-07-25. اطلع عليه بتاريخ 2023-09-24.
6. ↑  أعضــاء المجلس الشعبي الوطني العهدة الثامنة 2017-2022: نتائـــج البحـــث نسخة محفوظة 2 فبراير 2020 على موقع واي باك مشين.
7. ↑  LES MEMBRES DE L'APN 8 ème LEGISLATURE : Résultats de recherche نسخة محفوظة 2 فبراير 2020 على موقع واي باك مشين.

## وصلات خارجية
موقع جامعة المسيلة